# Děvín
Il Děvín in ceco, (Alba in latino, Mayden Berg in tedesco) è la montagna più alta dei Pavlovské vrchy, un gruppo montuoso secondario nei Carpazi Occidentali Esterni. 

## Descrizione
Si trova in Repubblica Ceca vicino al confine tra la Moravia e la Bassa Austria. Costituisce il punto più elevato delle Pavlov Hills (Pálava). Ai piedi della montagna, lungo la riva destra del fiume Dyje/Thaya, corre l'antica Via dell'ambra.

### Morfologia e geologia
La montagna è parte della catena montuosa Mikulov Highlands ed ha affioramenti (klippe) e scarpate di calcare puro. Un klippe è una struttura geologica che è parte isolata di una falda (come il monte Brion in Riva del Garda per esempio). Una falda, per effetto dell'erosione, prima apre delle finestre tettoniche e poi lascia delle parti isolate chiamate klippe, che costituiscono delle specie di scogli rocciosi che, mentre ad sud digradano dolcemente, ad nord presentano un versante impervio, in alcuni punti alto fino a 70 metri. 
Come tutte quelle del suo gruppo montuoso, è costituita di calcare giurassico, roccia che ha avuto origine dalla sedimentazione di un'antica barriera corallina e che, perciò, è soggetta a un'elevata erosione. I versanti appaiono più dolci sull'asse sud, mentre cadono a strapiombo per varie decine di metri sull'asse nord.

## Storia
Alla base della montagna si trova un sito preistorico (sito archeologico), il più importante per tutta l'Europa centrale della cultura aurignazian, degli uomini di Cro-Magnon. 
È noto come sito di interesse archeologico dove sono stati rinvenuti reperti ceramici pre-neolitici (in particolare statuine femminili steatopigie) risalenti a circa 20.000 anni fa. La Venere di Dolní Věstonice fu scoperta il 13 luglio del 1925 in uno strato di cenere, divisa in due pezzi. Un tempo era in mostra al Museo di Moravia, a Brno, ora è protetta e solo raramente accessibile al pubblico. 
Nel sito si è trovata una fabbrica di ceramiche di 26.000 anni fa, comprendente due fornaci per la cottura ad alta temperatura. Le ceramiche di Dolní Věstonice venivano modellate con la tecnica detta oggi "a masserelle", unendo insieme piccoli blocchetti d'argilla poi saldati dalla cottura. In sintesi, possiamo affermare che nel sito di Dolní Věstonice gli archeologi hanno trovato la prima prova della cottura dell'argilla come forma d'arte.

## Punti di interesse
Vicino si trova un sito archeologico di epoca romana. Vi é scavato un accampamento romano di Marco Aurelio.

## Galleria d'immagini

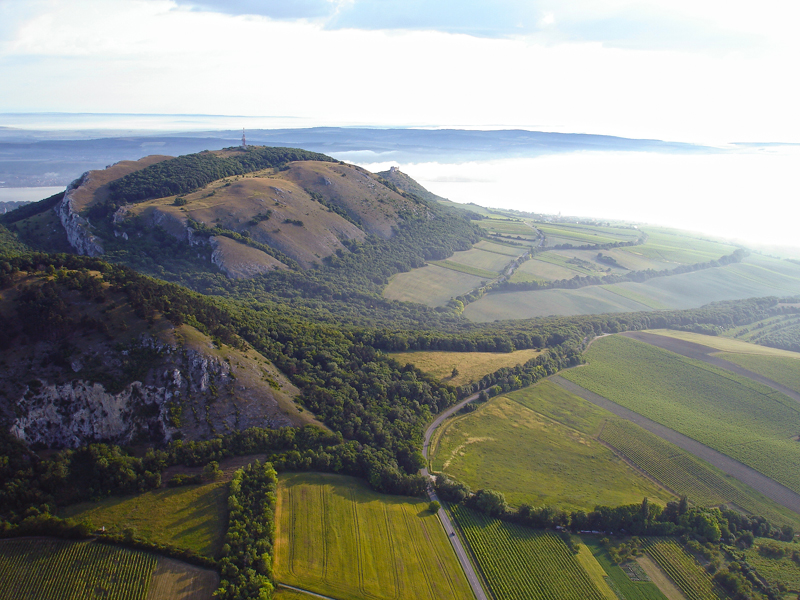
Vista del aereo
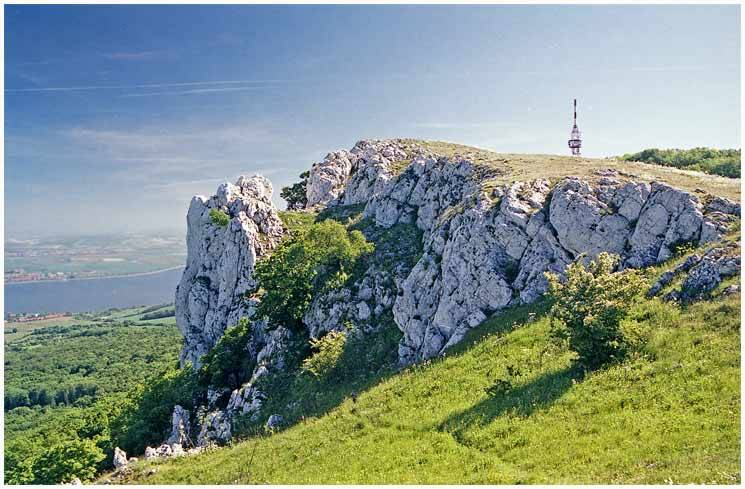
La rocca
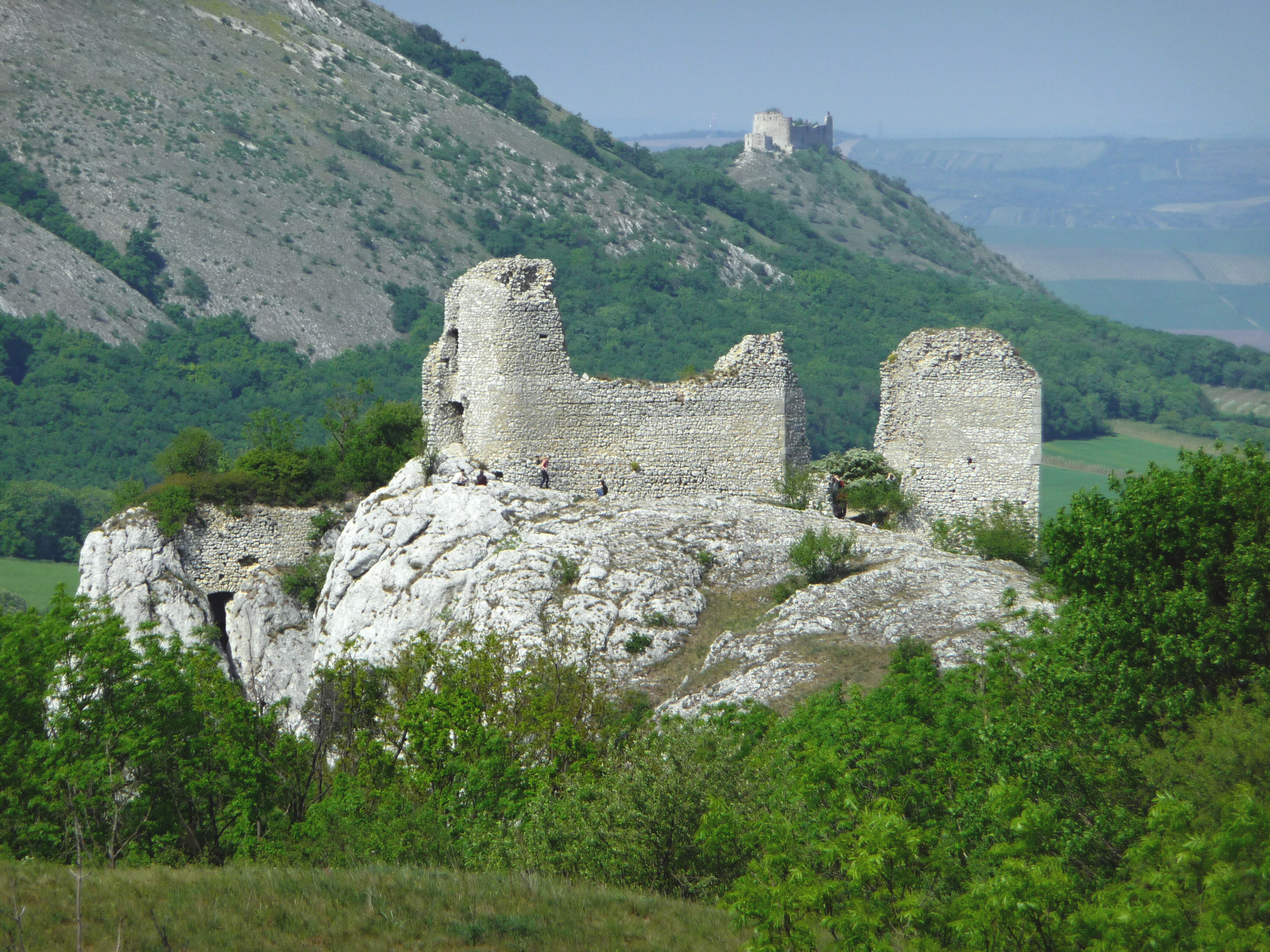
Rovine dei castelli in basso
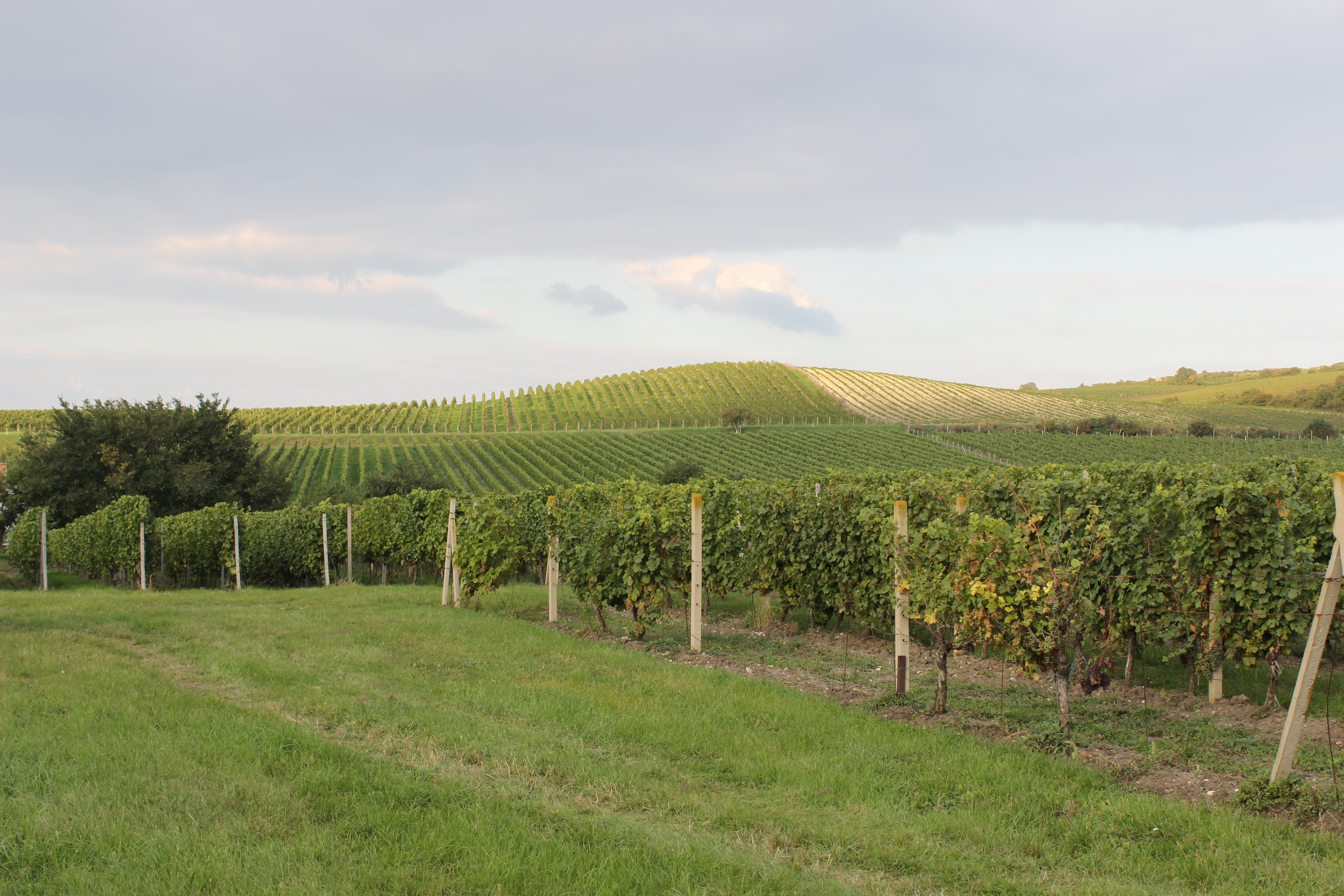
La vigneta - pianta sotto
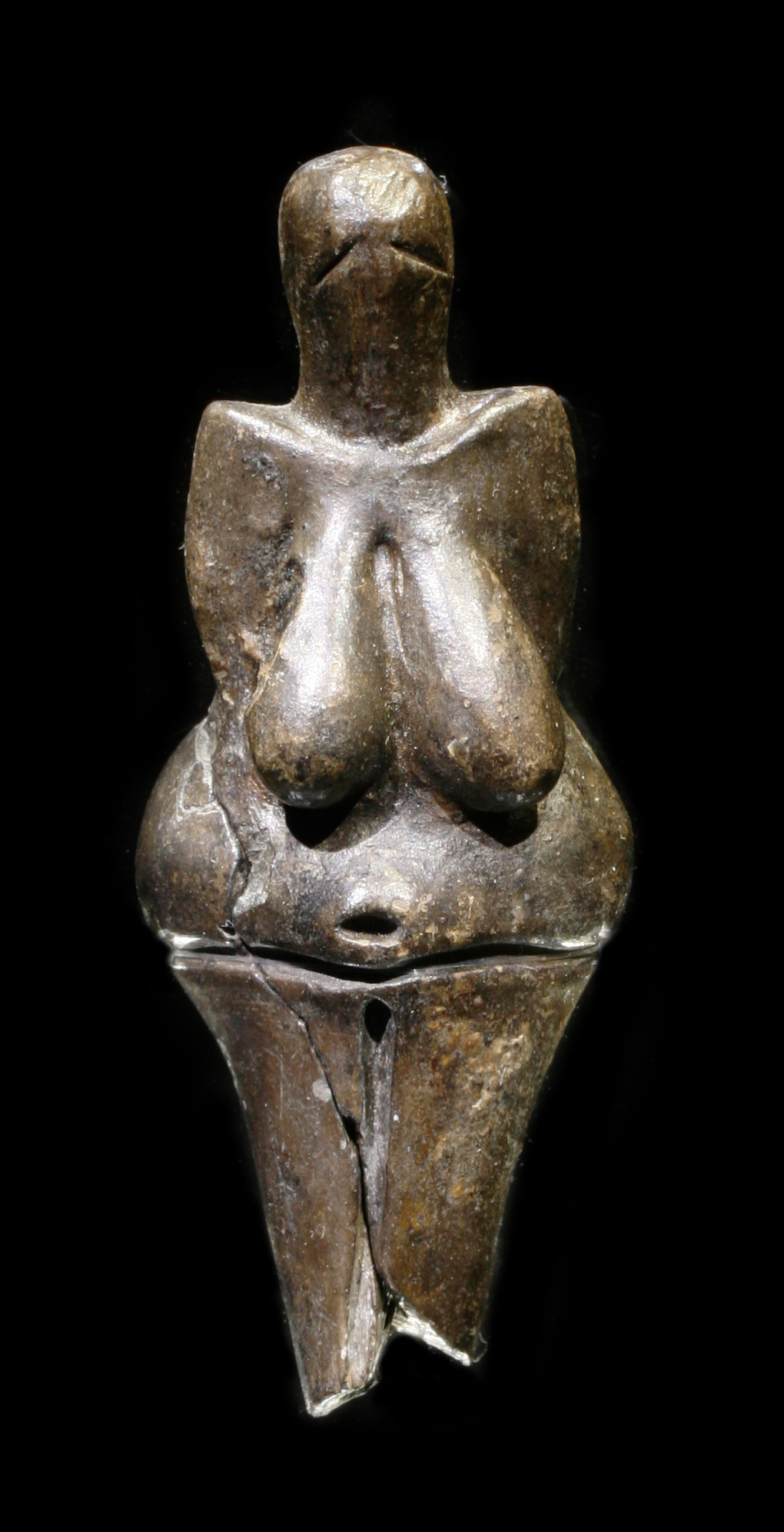
La Venere